# Dirk Treber
Dirk Treber (* 27. August 1951 in Frankfurt am Main) ist ein hessischer Politiker (Die Grünen) und ehemaliges Mitglied des Hessischen Landtags.

## Ausbildung und Beruf
Treber studierte nach dem 1970 in Groß-Gerau abgelegten Abitur an der Universität Frankfurt Soziologie, Politikwissenschaft und Volkswirtschaftslehre und schloss das Studium 1977 als Diplom-Soziologe ab. Zwischenzeitlich unterbrach er das Studium, um von 1971 bis 1973 Wehrdienst zu leisten. Nach dem Studium arbeitete er als wissenschaftlicher Angestellter an der Universität und ab Juli 1979 in der Marktforschung.

## Politik
Treber war seit 1979 in der Bewegung gegen den Ausbau der Startbahn West aktiv. Seit dem 1. Mai 1981 war er auch Mitglied der Grünen. Bei der Landtagswahl in Hessen 1982 wurden erstmals Vertreter der Grünen, darunter auch er, in den Landtag gewählt. Er hatte im Wahlkreis Groß-Gerau II kandidiert, wurde aber über die Landesliste der Grünen gewählt. Der Versuch von Holger Börner, mittels Minderheitsregierung zu regieren („Hessische Verhältnisse“), scheiterte nach wenigen Monaten. Bei der vorgezogenen Landtagswahl in Hessen 1983 wurde Treber erneut gewählt. Seine Fraktion übertrug ihm den stellvertretenden Vorsitz. Aufgrund des bei den Grünen damals praktizierten Rotationsprinzips musste er am 15. April 1985 sein Mandat aufgeben. Sein Nachfolger wurde Jochen Vielhauer. Er verblieb zunächst als wissenschaftlicher Mitarbeiter der grünen Landtagsfraktion in Wiesbaden, wurde anschließend Fraktionsvorsitzender seiner Partei im Groß-Gerauer Kreistag und wechselte schließlich mit Wirkung zum 4. Juli 1989 als hauptamtlicher Stadtrat in die Kommunalpolitik seines Heimatortes Mörfelden-Walldorf, in dem seine Frau Wilma Frühwacht-Treber schon länger aktiv war.
Auch nach dem Ausscheiden aus den Parlamenten war Treber bis Juli 2021 gemeinsam mit seiner Frau Wilma Früchwacht-Treber Vorsitzender der „Interessengemeinschaft zur Bekämpfung des Fluglärms“ (IGF) und in der „Bundesvereinigung gegen Fluglärm“ gegen den Ausbau des Flughafens tätig.

## Weblink
- Dirk Treber. Abgeordnete. In: Hessische Parlamentarismusgeschichte Online. HLGL & Uni Marburg, abgerufen am 17. September 2024 (Stand 17. Juli 2024).